# Teresa Bogusławska
Teresa Bogusławska, née le 13 juillet 1929 à Varsovie et morte à Zakopane le 1er février 1945, est une poétesse polonaise, ayant participé à l'Insurrection de Varsovie.

## Biographie
Son père est Antoni Bogusławski, officier de l'armée polonaise et sa mère, Marii Wolszczan, est médecin,. Le 31 août 1939, son père part pour rejoindre l'armée polonaise et elle ne le reverra pas avant son décès.
En 1941, elle rejoint intègre un groupe de scoutisme féminin les Szare Szeregi alors qu'elle est âge de 12 ans. Elle est arrêtée par la Gestapo le 23 février 1944 alors qu'elle colle des slogans anti-allemands sur les affiches sur les murs de Varsovie,. Enfermée à la prison Pawiak où elle est torturée et interrogée, Teresa Bugosławska est libérée le 14 mars suivant malade de la tuberculose. Elle est alors envoyée en cure au sanatorium d'Otwock jusqu'en juillet.
Lors de l'Insurrection de Varsovie, elle participe en cousant les uniformes pour les insurgés. Lors de la répression, elle quitte Varsovie pour l'hôpital de Tworki puis pour Zakopane où elle meurt d'une méningite à l'âge de 16 ans. Elle est enterrée au Cimetière militaire de Powązki.

## Hommages
En 1946, son père fait publier un recueil des poèmes de sa fille appelé Mogiłom i cieni, Poezje z ichki posthile. En effet, elle laisse 66 poèmes écrits à la main.
Un de ses poèmes est utilisé par Mateusz Krautwurst dans sa chanson "Nowe pokolenie 14/44".